# Elanoides
Elanoides is een monotypisch geslacht van vogels uit de familie van de havikachtigen (Accipitridae). De wetenschappelijke naam van het geslacht is voor het eerst geldig gepubliceerd in 1818 door Louis Jean Pierre Vieillot. De volgende soort is bij het geslacht ingedeeld:
- Elanoides forficatus – Zwaluwstaartwouw